# Публий Муций Сцевола
Вижте пояснителната страница за други личности с името Публий Муций.
Публий Муций Сцевола (на латински: Publius Mucius Scaevola; * 180 пр.н.е.; † 115 пр.н.е.) е известен римски политик и юрист, понтифекс максимус.

## Биография
Произлиза от плебейската фамилия Муции с когномен Сцевола. Син е на Публий Муций Сцевола (консул 175 пр.н.е.) и на Лициния, сестра на Публий Лициний Крас (консул 171 пр.н.е.). Неговият чичо по бащина линия Квинт Муций Сцевола (консул 174 пр.н.е.). Муций е по-голям брат на Публий Лициний Крас Див Муциан, който е pontifex maximus през 132 пр.н.е. По баща е внук на Квинт Муций Сцевола (претор 215 пр.н.е.).
През 141 пр.н.е. Муций е избран за народен трибун, 136 пр.н.е. за претор. През 133 пр.н.е. той е консул заедно с Луций Калпурний Пизон Фруги. Той подкрепя аграрната реформа на Тиберий Гракх, докато Пизон я отхвърля.
Публий Муций Сцевола пише юридическо произведение от 10 тома, което е предадено от Цицерон и по-късно и от други юристи.
През 131 пр.н.е. Муций става pontifex maximus след смъртта на брат си и пише Annales maximi в 80 книги.
Муций е баща на Квинт Муций Сцевола, консул през 95 пр.н.е. и понтифекс максимус през 89 пр.н.е. Дядо е на Маний Ацилий Глабрион (консул 67 пр.н.е.).
1. ↑  P. Mucius (17) P. f. Q. n. Scaevola //   Посетен на 10 юни 2021 г.
2. ↑  1288 //   Посетен на 10 юни 2021 г.
3. 1 2  P. Mucius (17) P. f. Q. n. Scaevola //   Посетен на 10 юни 2021 г.
4. ↑  1500 //   Посетен на 10 юни 2021 г.
5. ↑  1692 //   Посетен на 10 юни 2021 г.